# Comuna Vlăsinești, Botoșani
Vlăsinești este o comună în județul Botoșani, Moldova, România, formată din satele Miron Costin, Sârbi și Vlăsinești (reședința).

## Demografie
Componența etnică a comunei Vlăsinești
     Români (95,3%)
     Alte etnii (0,08%)
     Necunoscută (4,63%)
Componența confesională a comunei Vlăsinești
     Ortodocși (94,95%)
     Alte religii (0,34%)
     Necunoscută (4,7%)
Conform recensământului efectuat în 2021, populația comunei Vlăsinești se ridică la 2.636 de locuitori, în scădere față de recensământul anterior din 2011, când fuseseră înregistrați 3.132 de locuitori. Majoritatea locuitorilor sunt români (95,3%), iar pentru 4,63% nu se cunoaște apartenența etnică. Din punct de vedere confesional, majoritatea locuitorilor sunt ortodocși (94,95%), iar pentru 4,7% nu se cunoaște apartenența confesională.

## Politică și administrație
Comuna Vlăsinești este administrată de un primar și un consiliu local compus din 13 consilieri. Primarul, Andrei Bouariu[*], de la Partidul Social Democrat, este în funcție din iunie 2017. Începând cu alegerile locale din 2024, consiliul local are următoarea componență pe partide politice:
|  | Partid                          | Consilieri | Componența Consiliului | Componența Consiliului | Componența Consiliului | Componența Consiliului | Componența Consiliului | Componența Consiliului | Componența Consiliului | Componența Consiliului |
|  | ------------------------------- | ---------- | ---------------------- | ---------------------- | ---------------------- | ---------------------- | ---------------------- | ---------------------- | ---------------------- | ---------------------- |
|  | Partidul Social Democrat        | 8          |                        |                        |                        |                        |                        |                        |                        |                        |
|  | Partidul Național Liberal       | 3          |                        |                        |                        |                        |                        |                        |                        |                        |
|  | Alianța pentru Unirea Românilor | 2          |                        |                        |                        |                        |                        |                        |                        |                        |

## Personalități
- Victor Axinciuc (n. 12 februarie 1928) economist, membru de onoare al Academiei Române.